# Bernd Reiß
Bernd Reiß (* 24. September 1938) ist ein ehemaliger deutscher Fußballspieler. 1958 spielte er in der DDR-Oberliga, der höchsten Liga im DDR-Fußball.

## Sportliche Laufbahn
Einen Monat vor seinem 20. Geburtstag wurde Bernd Reiß zu Beginn der Saisonrückrunde 1958 (Kalenderjahrsaison) in den Kader der Oberligamannschaft von Rotation Babelsberg aufgenommen. Er bestritt alle 13 Oberligaspiele, wurde dabei durchgängig als Rechtsaußenstürmer eingesetzt und erzielte drei Tore. Die Babelsberger mussten am Saisonende aus der Oberliga absteigen. Während Bernd Reiß für Rotation 1959 in der zweitklassigen DDR-Liga nur 14 der 26 Punktspiele absolvierte, allerdings vier Tore schoss, fehlte er 1960 nur einmal und wurde mit elf Treffern Torschützenkönig seiner Mannschaft. Zu Jahresbeginn 1961 wurde die Fußballsektion der Betriebssportgemeinschaft Rotation Babelsberg in den neu gegründeten SC Potsdam eingegliedert. Bernd Reiß bestritt lediglich ein Freundschaftsspiel des Sportclubs gegen den Drittligisten Lichtenberg 47 im Januar, danach tauchte er nicht mehr im landesweiten Fußballgeschehen auf.

## Hinweis
1. ↑  Diese Formulierung ist vorgegeben, da ein mögliches Sterbedatum nicht belegt werden kann.

| Personendaten    | Personendaten            |
| ---------------- | ------------------------ |
| NAME             | Reiß, Bernd              |
| KURZBESCHREIBUNG | deutscher Fußballspieler |
| GEBURTSDATUM     | 24. September 1938       |